# Opel Admiral
Opel Admiral é um carro de luxo da montadora de automóveis Opel, produzido de 1937 a 1939 e novamente de 1964 a 1977.
|  |  |
|  |  |